# Jean de Stavelot
Jean de Stavelot of Johannes Stabulensis (Stavelot, 1388 – 1449) was een kroniekschrijver, dichter, illuminator en schilder.
Hij was afkomstig uit Stavelot en trad in 1403 toe tot de Sint-Laurentiusabdij van Luik. Vanaf ongeveer 1411 schreef hij verder aan de vernaculaire Luikse kroniek van Jean d'Outremeuse door toevoeging van een vijfde boek. Na zijn dood zette Adriaan Oudenbosch het werk nog enkele jaren voort. Begin 20e eeuw ontdekte Balau een Latijnse kroniek van Stabulensis, waarin hij de periode 1364–1428 bestreek.

## Publicaties
- Chronique liégeoise, ca. 1411-1447
- Chronicon
- Vie de Saint-Benoît